# سپومیشل
سپومیشل (به لاتین: Spomyšl) یک منطقهٔ مسکونی در جمهوری چک است که در ناحیه میلنیک واقع شده‌است.